# Poospiza melanoleuca
Poospiza melanoleuca là một loài chim trong họ Thraupidae.